# Tour d'Espagne 1946
La sixième édition du Tour d'Espagne s'est déroulée entre le 7 et le 30 mai 1946 et était composée de 23 étapes pour un total de 3 797 kilomètres. Le départ et l'arrivée étaient fixés à Madrid.
48 coureurs étaient au départ de cette édition : 32 Espagnols, 6 Néerlandais, 5 Portugais et 5 Suisses. Seuls 19 d'entre eux parvinrent à Madrid au terme des 23 étapes.
À l'issue du sixième jour de course, Manuel Costa prit la tête du classement général avec plus de 20 minutes d'avance sur les deux favoris Dalmacio Langarica et Julián Berrendero. Tous deux parvinrent à combler leur retard et Langarica s'empara de la première place à cinq jours de l'arrivée pour ne plus la quitter. Le vainqueur sortant Delio Rodríguez ne réédita pas son exploit mais s'adjugea cinq étapes. Son frère Emilio remporta le classement de la montagne.

## Classement général
|     | Cycliste              | Pays     | Équipe               |    | Temps             |
| --- | --------------------- | -------- | -------------------- | -- | ----------------- |
| 1.  | Dalmacio Langarica    | Espagne  | Galindo-Cicles Tabay | en | 137 h 10 min 38 s |
| 2.  | Julián Berrendero     | Espagne  |                      | +  | 17 min 32 s       |
| 3.  | Jan Lambrichs         | Pays-Bas |                      |    | 23 min 54 s       |
| 4.  | Manuel Costa          | Espagne  |                      |    | 24 min 19 s       |
| 5.  | Delio Rodríguez       | Espagne  |                      |    | 45 min 04 s       |
| 6.  | Alejandro Fombellida  | Espagne  |                      |    | 46 min 09 s       |
| 7.  | Antonio Andrés Sancho | Espagne  |                      |    | 1 h 00 min 10 s   |
| 8.  | Emilio Rodríguez      | Espagne  |                      |    | 1 h 03 min 45 s   |
| 9.  | José Gutiérrez        | Espagne  |                      |    | 1 h 18 min 48 s   |
| 10. | João Rebelo           | Portugal |                      |    | 1 h 53 min 37 s   |

## Étapes
| N°  | Date   | Villes étapes               | km        | Vainqueur d'étape     | Leader du général  |
| 1re | 7 mai  | Madrid - Salamanque         | 212       | Joaquín Olmos         | Joaquín Olmos      |
| 2ea | 8 mai  | Salamanque - Cáceres        | 73 (CLM)  | Miguel Gual           | Antonio Martín     |
| 2eb | 8 mai  | Cáceres - Cáceres           | 141       | Antonio Andrés Sancho | Dalmacio Langarica |
| 3e  | 9 mai  | Cáceres - Badajoz           | 132       | Ignacio Orbaiceta     | Dalmacio Langarica |
| 4e  | 10 mai | Badajoz - Séville           | 218       | Julián Berrendero     | Delio Rodríguez    |
| 5e  | 12 mai | Séville - Grenade           | 251       | Jan Lambrichs         | Manuel Costa       |
| 6e  | 13 mai | Grenade - Baza              | 107       | Dalmacio Langarica    | Manuel Costa       |
| 7e  | 14 mai | Baza - Murcie               | 178       | João Lourenço         | Manuel Costa       |
| 8e  | 15 mai | Murcie - Valence            | 264       | Alejandro Fombellida  | Manuel Costa       |
| 9ea | 17 mai | Valence - Castellón         | 67 (CLME) | Pays-Bas              | Manuel Costa       |
| 9eb | 17 mai | Castellón - Tortosa         | 123       | Alejandro Fombellida  | Manuel Costa       |
| 10e | 18 mai | Tortosa - Barcelone         | 215       | Dalmacio Langarica    | Manuel Costa       |
| 11e | 19 mai | Barcelone - Lérida          | 162       | Delio Rodríguez       | Manuel Costa       |
| 12e | 20 mai | Lérida - Saragosse          | 144       | Delio Rodríguez       | Manuel Costa       |
| 13e | 21 mai | Saragosse - Saint-Sébastien | 276       | Delio Rodríguez       | Manuel Costa       |
| 14e | 23 mai | Saint-Sébastien - Bilbao    | 207       | Dalmacio Langarica    | Manuel Costa       |
| 15e | 24 mai | Bilbao - Santander          | 226       | Delio Rodríguez       | Manuel Costa       |
| 16e | 25 mai | Santander - Reinosa         | 110       | Dalmacio Langarica    | Dalmacio Langarica |
| 17e | 26 mai | Reinosa - Gijón             | 204       | Delio Rodríguez       | Dalmacio Langarica |
| 18e | 27 mai | Gijón - Oviedo              | 53 (CLM)  | Dalmacio Langarica    | Dalmacio Langarica |
| 19e | 28 mai | Oviedo - León               | 119       | Julián Berrendero     | Dalmacio Langarica |
| 20e | 29 mai | León - Valladolid           | 134       | Alejandro Fombellida  | Dalmacio Langarica |
| 21e | 30 mai | Valladolid - Madrid         | 200       | Julián Berrendero     | Dalmacio Langarica |

## Classement annexe
| \| 1. \| Emilio Rodríguez \| Espagne \| 39 points \| \| 2. \| Dalmacio Langarica \| Espagne \| 35 points \| \| 3. \| Julián Berrendero \| Espagne \| 14 points \| |                    |         |           |
| 1. | Emilio Rodríguez   | Espagne | 39 points |
| 2. | Dalmacio Langarica | Espagne | 35 points |
| 3. | Julián Berrendero  | Espagne | 14 points |

## Liste des coureurs
| Portugal | Suisse | Hollande |
| - 1 João Rebelo (Por) - 2 João Lourenço (Por) - 3 Jorge Pereira (Por) - 4 Manuel Rocha (Por) - 5 Aristide Martins (Por) | - 6 Ernst Kuhn (Sui) - 7 Georges Aeschlimann (Sui) - 8 Kurt Zaugg (de) (Sui) - 9 Theo Perret (Sui) - 10 Stefan Peterhans (Sui) | - 11 Jan Lambrichs (Hol) - 12 Charles van de Voorde (Hol) - 13 Huub Sijen (nl) (Hol) - 14 Frans Pauwels (nl) (Hol) - 15 Cees Joosen (nl) (Hol) - 16 Jefke Janssen (Hol) |
| 17-26 | 27-36 | 37-48 |
| - 17 Cipriano Aguirrezábal (Esp) - 18 Julián Berrendero (Esp) - 19 José Cano (Esp) - 20 Bernardo Capó (Esp) - 21 Vicente Carretero (Esp) - 22 Manuel Costa (Esp) - 23 Alejandro Fombellida (Esp) - 24 Pedro Font (es) (Esp) - 25 José Gándara (es) (Esp) - 26 Antonio Gelabert (Esp) | - 27 Juan Gimeno (Esp) - 28 Miguel Gual (Esp) - 29 José Gutiérrez Mora (Esp) - 30 Joaquín Jiménez (Esp) - 31 José Antonio Landa (Esp) - 32 Dalmacio Langarica (Esp) - 33 Pascual Laza (Esp) - 34 José Lizarralde (Esp) - 35 José López Gándara (Esp) - 36 Antonio Martín Eguia (Esp) | - 37 Vicente Miró (Esp) - 38 Joaquín Olmos (Esp) - 39 Ignacio Orbaiceta (Esp) - 40 Gabriel Palmer (Esp) - 41 Delio Rodríguez (Esp) - 42 Emilio Rodríguez (Esp) - 43 Pastor Rodríguez (Esp) - 44 Bernardo Ruiz (Esp) - 45 Antonio Andrés Sancho (Esp) - 46 Lorenzo Sastre (Esp) - 47 José Vidal Porcar (Esp) - 48 Félix Vidaurreta (Esp) |